# Nižný Komárnik
Nižný Komárnik este o comună slovacă, aflată în districtul Svidník din regiunea Prešov. Localitatea se află la altitudinea de 362 m deasupra n.m., se întinde pe o suprafață de 12,38 km2 și în 2017 număra 184 de locuitori. Se învecinează cu comuna Vyšný Komárnik.

## Istoric
Localitatea Nižný Komárnik este atestată documentar din 1618.

## Demografie
| An:                | 1994 | 2004    | 2014    | 2024   |
| ------------------ | ---- | ------- | ------- | ------ |
| Număr de persoane: | 173  | 146     | 174     | 185    |
| Diferență:         |      | −15,60% | +19,17% | +6,32% |

| An:                | 2023 | 2024   |
| ------------------ | ---- | ------ |
| Număr de persoane: | 182  | 185    |
| Diferență:         |      | +1,64% |